# كلاركسفيل (فيرجينيا)
كلاركسفيل (بالإنجليزية: Clarksville, Virginia)‏ هي بلدة أمريكية تقع في الولايات المتحدة في فيرجينيا. يقدر عدد سكانها بـ 1,139 نسمة ومساحتها 5.2 كم2 وترتفع عن سطح البحر 110 متر.

## التركيبة السكانية
حدّد مكتب تعداد الولايات المتحدة بيانات التركيبة السكانية لكلاركسفيل في تعداد الولايات المتحدة. في ما يلي، التركيبة السكانية حسب تعدادي 2000 و2010.

### تعداد عام 2000
بلغ عدد سكان كلاركسفيل 1,329 نسمة بحسب تعداد عام 2000، وبلغ عدد الأسر 641 أسرة وعدد العائلات 380 عائلة مقيمة في البلدة. في حين سجلت الكثافة السكانية 174 نسمة لكل كيلومتر مربع (450.7/ميل2). وبلغ عدد الوحدات السكنية 753 وحدة بمتوسط كثافة قدره 98.6 لكل كيلومتر مربع (255.4/ميل2).
وتوزع التركيب العرقي للبلدة بنسبة 71.18% من البيض و26.79% من الأمريكيين الأفارقة و0.38% من الأمريكيين الأصليين و0.38% من الأمريكيين ذوي الأصول الآسيوية و0.08% من الأعراق الأخرى و1.20% من عرقين مختلطين أو أكثر و0.53% من الهسبانيون أو اللاتينيون من أي عرق.
بلغ عدد الأسر 641 أسرة كانت نسبة 24.8% منها لديها أطفال تحت سن الثامنة عشر تعيش معهم، وبلغت نسبة الأزواج القاطنين مع بعضهم البعض 45.1% من أصل المجموع الكلي للأسر، ونسبة 11.2% من الأسر كان لديها معيلات من الإناث دون وجود شريك،  بينما كانت نسبة 3% من الأسر لديها معيلون من الذكور دون وجود شريكة وكانت نسبة 40.7% من غير العائلات. تألفت نسبة 37.6% من أصل جميع الأسر من عدة أفراد يعيشون في نفس المنزل ونسبة 20.4% كانت تتألف من شخص يعيش بمفرده يبلغ من العمر 65 عاماً أو أكثر. وبلغ متوسط حجم الأسرة المعيشية 2.07، أما متوسط حجم العائلات فبلغ 2.71.
بلغ العمر الوسطي للسكان 45.4 عاماً. وكانت نسبة 20.2% من القاطنين تحت سن الثامنة عشر، وكانت نسبة 5.6% بين الثامنة عشر والرابعة والعشرين عاماً، ونسبة 23.9% كانت واقعةً في الفئة العمرية ما بين الخامسة والعشرين والرابعة والأربعين عاماً، ونسبة 25.1% كانت ما بين الخامسة والأربعين والرابعة والستين، ونسبة 25.3% كانت ضمن فئة الخامسة والستين عاماً فما فوق. يوجد لكل 100 أنثى 77.4 ذكر، ويوجد لكل 100 أنثى في الثامنة عشر من عمرها فما فوق 75.2 ذكر.
بلغ متوسط دخل الأسرة في البلدة 33,063 دولارًا، أما متوسط دخل العائلة فبلغ 39,625 دولارًا. وكان متوسط دخل الذكور 30,556 دولارًا مقابل 17,375 دولارًا للإناث. وسجل دخل الفرد الخاص بالبلدة 20,546 دولارًا. وكانت نسبة 6.4% من العائلات ونسبة 9.8% من السكان تحت خط الفقر، وكان من هؤلاء نسبة 14.7% تحت سن الثامنة عشر ونسبة 10% في الخامسة والستين من العمر وما فوق.

### تعداد عام 2010
بلغ عدد سكان كلاركسفيل 1,139 نسمة بحسب تعداد عام 2010، وبلغ عدد الأسر 581 أسرة وعدد العائلات 314 عائلة مقيمة في البلدة. في حين سجلت الكثافة السكانية 149.1 نسمة لكل كيلومتر مربع (386.2/ميل2). وبلغ عدد الوحدات السكنية 768 وحدة بمتوسط كثافة قدره 100.5 لكل كيلومتر مربع (260.3/ميل2).
وتوزع التركيب العرقي للبلدة بنسبة 71.99% من البيض و25.72% من الأمريكيين الأفارقة و0.09% من الأمريكيين الأصليين و0.53% من الأمريكيين ذوي الأصول الآسيوية و0.35% من الأعراق الأخرى و1.32% من عرقين مختلطين أو أكثر و1.23% من الهسبانيون أو اللاتينيون من أي عرق.
بلغ عدد الأسر 581 أسرة كانت نسبة 17% منها لديها أطفال تحت سن الثامنة عشر تعيش معهم، وبلغت نسبة الأزواج القاطنين مع بعضهم البعض 39.6% من أصل المجموع الكلي للأسر، ونسبة 11% من الأسر كان لديها معيلات من الإناث دون وجود شريك،  بينما كانت نسبة 3.4% من الأسر لديها معيلون من الذكور دون وجود شريكة وكانت نسبة 46% من غير العائلات. تألفت نسبة 43% من أصل جميع الأسر من عدة أفراد يعيشون في نفس المنزل ونسبة 22.5% كانت تتألف من شخص يعيش بمفرده يبلغ من العمر 65 عاماً أو أكثر. وبلغ متوسط حجم الأسرة المعيشية 1.96، أما متوسط حجم العائلات فبلغ 2.67.
بلغ العمر الوسطي للسكان 51.5 عاماً. وكانت نسبة 14.9% من القاطنين تحت سن الثامنة عشر، وكانت نسبة 7% بين الثامنة عشر والرابعة والعشرين عاماً، ونسبة 19.3% كانت واقعةً في الفئة العمرية ما بين الخامسة والعشرين والرابعة والأربعين عاماً، ونسبة 31.5% كانت ما بين الخامسة والأربعين والرابعة والستين، ونسبة 27.2% كانت ضمن فئة الخامسة والستين عاماً فما فوق. وتوزع التركيب الجنسي للسكان بنسبة 46.8% ذكور و53.2% إناث.

## أعلام
- جيروم كرسي
- جون هارتويل هاريسون